# Владивосток (газета, 1883)
«Владивосто́к» (рус. дореф. Владивостокъ) — первая газета, выходившая в городе Владивостоке Приморской области Российской империи с 1883 по 1906 годы.

### История
Газета была основана по предложению Николая Варламовича Соллогуба, который в 1881 году обратился к военному губернатору Владивостока Александру Фёдоровичу Фельдгаузену и получил одобрение; Военно-морское ведомство выделило необходимые для издания газеты средства. В 1882 году Соллогуб, ставший первым её редактором (а также журналистом и даже типографским рабочим), приобрёл в Одессе необходимое полиграфическое оборудование и доставил его во Владивосток пароходом Добровольного флота «Москва». 17 (29) апреля 1883 вышел первый номер газеты; уже в первые годы она выходила тиражом 500 экземпляров (при населении Владивостока в 1884 году в 13 050 человек).
Выходила еженедельно, затем — ежедневно. Имела подзаголовок «Газета политическая, общественно-литературная и морская». С 1883 по 1895 годы была весьма противоречивой — с одной стороны она была изданием Военно-морского ведомства, с другой стороны часто выступала с демократических позиций. В результате это вынудило Военно-морское ведомство отказаться со 2 августа 1898 года от финансирования газеты, после чего она выходила уже в качестве частного издания. С 1883 по 1903 годы к каждой газете выходило специальное приложение, с 1903 по 1906 годы — приложения к отдельным номерам. Различные публикации газеты «Владивосток» многократно цитируются Антоном Павловичем Чеховым в его книге «Остров Сахалин».
Несмотря на финансовую успешность газеты, Соллогуб получил большие долги, вызванные постройкой дома, в котором на первом этаже размещалась редакция, а на втором проживал сам Соллогуб с семьёй. Это вынудило его продать газету в июле 1892 года приехавшему незадолго перед этим во Владивосток Николаю Владимировичу Ремезову за 5500 рублей. Тот создал для газеты собственную типографию, а сама газета встала на полностью демократические позиции. Она выпустила несколько громких разоблачений — в частности, критиковала злоупотребления руководства Южно-Маньчжурской железной дороги, выступала против авантюрной (по мнению газеты) политики Александра Михайловича Безобразова. Итогом этого был состоявшийся в 1902 году суд над Ремезовым,  в результате которого он был выслан за пределы Приморской области, но позднее вернулся и продолжил издание газеты. Во время Революция 1905—1907 годов газета вела летопись событий в городе. В декабре 1905 года поддержала требования солдат восставшего владивостокского гарнизона. В январе 1905 года, несмотря на запрет властей, выступила в качестве защитника участников расстрелянной по приказу коменданта демонстрации в городе. В 1906 году газета была закрыта властями, типография конфискована, а Ремезов по одним данным приговорён к уплате большого штрафа, а по другим — арестован. Последний номер вышел 17 апреля 1906 года.